# Chaetocnema arizonica
Chaetocnema arizonica là một loài bọ cánh cứng trong họ Chrysomelidae. Loài này được White miêu tả khoa học lần đầu tiên vào năm 1996.